# Epic (Faith No More)
Epic è un singolo del gruppo musicale statunitense Faith No More, il secondo estratto dall'album The Real Thing nel gennaio 1990. È stato il brano che ha reso famoso il gruppo, raggiungendo la nona posizione della Billboard Hot 100 e diventando la loro unica hit da top 10 negli Stati Uniti. Ha inoltre ottenuto il primo posto in classifica in Australia.

## Descrizione
La canzone mescola parti di rap bianco (voce), funk (ritmica) e heavy metal (chitarra, basso e batteria). Insieme ad altre simili esperienze musicali di quel periodo, compreso lo stesso precedente singolo del gruppo We Care a Lot (da Introduce Yourself), ha ispirato generi come rap rock, rap metal e nu metal emersi in seguito. È stata inserita da VH1 alla posizione numero 30 nella lista delle "40 più grandi canzoni metal" a alla numero 54 in quella delle "100 migliori canzoni hard rock".

## Video musicale
Il video musicale è caratterizzato da immagini surreali combinate con filmati della band che si esibisce sotto una tempesta di pioggia artificiale in un teatro di posa.

## Tracce
CD singolo (Regno Unito)
1. Epic – 4:52
2. War Pigs (Live) – 8:01
3. Surprise! You're Dead! (Live) – 2:51
4. Chinese Arithmetic (Live) – 4:15

CD singolo (Giappone)
1. Epic – 4:52
2. War Pigs (Live) – 8:01
3. Surprise! You're Dead! (Live) – 2:51
4. Chinese Arithmetic (Live) – 4:15
5. Epic (Live) – 4:28

7" (Stati Uniti)
- Lato A

1. Epic (Radio remix) – 3:59

- Lato B

1. Edge of the World – 4:09

12" (Regno Unito)
- Lato A

1. Epic – 4:52
2. Falling to Pieces (Live) – 4:45

- Lato B

1. Epic (Live) – 4:55
2. As the Worm Turns (Live) – 2:46

## Classifiche
| Classifica (1990)             | Posizione massima |
| ----------------------------- | ----------------- |
| Australia                     | 1                 |
| Canada                        | 19                |
| Irlanda                       | 27                |
| Nuova Zelanda                 | 2                 |
| Paesi Bassi                   | 51                |
| Regno Unito                   | 25                |
| Stati Uniti                   | 9                 |
| Stati Uniti (mainstream rock) | 25                |

## Nella cultura di massa
La canzone è stata utilizzata nei videogiochi Burnout Paradise, Rock Band, Saints Row: The Third, Guitar Hero Live, oltre che nei film Rapina del secolo a Beverly Hills e The Disaster Artist.